# ポール・ピコ
ポール・ピコとは、スイスの高級時計ブランドである。1976年にマリオ・ボイオッキがスイスのルス・アルモンに創業した。
1993年に、世界初のパワーリザーブ・インジケーターとスプリット・セコンドクロノグラフを同時に搭載したクロノグラフ「テクニカム」
を発表した。